# Grewia tembensis
Grewia tembensis är en malvaväxtart som beskrevs av Johann Baptist Georg Wolfgang Fresenius. Grewia tembensis ingår i släktet Grewia och familjen malvaväxter. Utöver nominatformen finns också underarten G. t. ellenbeckii.